# Національна дорога 1 (Польща)
Національна дорога 1 (пол. Droga krajowa nr 1, скорочено DK1) — маршрут національної мережі доріг Польщі. Магістраль з’єднує північні та південні регіони Польщі, пролягаючи від Гданська до Звардоня на словацькому кордоні, перетинаючи Поморське, Куявсько-Поморське, Лодзьке та Сілезьке воєводства. Має чотири мости через річку Вісла. Більша частина національної дороги 1 є складовою європейського шосе E75.
Від Гданська до Пйотркува-Трибунальського дорога має стандарт автомагістралі та позначена як автострада А1.
Від Пйотркува-Трибунальського до Катовиці це частина історичного маршруту Геркувка – дороги з двома проїжджими частинами, побудованої в 1970-х роках, яка не відповідає стандартам автостради, позначена як Національна дорога 1. Станом на березень 2023 року майже завершено реконструкцію її північної половини (від Тушина до Ченстохови) на автомагістраль А1 – обидві проїзні частини відкриті, а траса між Радомсько та Ченстоховою підписана як автострада.
Від Подварпе біля Катовіце до Звардонь дорога частково має стандарт швидкісної дороги, позначений як S1 (інші частини позначені як Національна дорога 1).
Згідно з розпорядженням міністра інфраструктури від 9 лютого 2023 року, відрізок дороги між розв’язкою автомагістралі Częstochowa Północ та розв’язкою з національною дорогою 91 знову позначається як національна дорога 1.A Однак цей відгін не вважається основним напрямком маршруту.

## Основні міста та селища на маршруті
- Гданськ (національна дорога 7)
- Торунь (національна дорога 15, 80)
- Влоцлавек (національна дорога 62)
- Крошневіце (національна дорога 92)
- Згеж (національна дорога 71)
- Лодзь (національна дорога 14, 72)
- Пйотркув-Трибунальський (національна дорога 8, 12, 91)
- Радомсько (національна дорога 42)
- Ченстохова (національна дорога 43, 46, 91)
- Севеж (національна дорога 78)
- Домброва-Гурнича (національна дорога 94)
- Сосновець
- Мисловиці (національна дорога 4)
- Тихи (національна дорога 44, 86)
- Бельсько-Бяла (національна дорога 52)
- Звардонь, кордон зі Словаччиною